# Cedar Cove
Cedar Cove è una serie televisiva statunitense e canadese, basata sui romanzi della serie Cedar Cove di Debbie Macomber e sviluppata da Bruce Graham. È stata trasmessa dal 20 luglio 2013 al 26 settembre 2015 sul canale Hallmark Channel per un totale di tre stagioni.
In Italia, la serie è stata trasmessa in prima visione assoluta su Rai 1 dal 1º luglio 2015 al 2 agosto 2016 fino ai primi due episodi della terza stagione, per proseguire su Rai 2 dall'11 novembre 2016 e qui concludersi il 17 novembre dello stesso anno.

## Trama
La serie racconta le vicende personali e professionali di Olivia Lockhart, un giudice della corte municipale, molto stimato e apprezzato nella piccola cittadina di Cedar Cove, vicino a Seattle. Olivia tempo prima ha perso un figlio e questa tragedia ha portato alla fine del suo matrimonio. A Cedar Cove, intanto, arriva da Philadelphia il giornalista Jack Griffith, un uomo affascinante ma che ha problemi con l'alcol e, per questo, cerca di rimettere ordine nella sua vita occupandosi del giornale locale. Jack chiederà un'intervista ad Olivia, che rifiuterà, ma l'articolo verrà ugualmente pubblicato e questo metterà a rischio la candidatura della stessa Olivia, nominata giudice federale a Seattle. Jack mostra da subito interesse per il giudice. Anche Charlotte, mamma di Olivia, pensa che il giornalista potrebbe essere un buon compagno per sua figlia e decide quindi che aiuterà l'uomo a conquistarla. Intanto Olivia decide di passare del tempo in compagnia di Justine, sua figlia. La ragazza si è laureata da poco, lavora in un bar ed è fidanzata con un uomo più grande di lei, una relazione che Olivia non approva, anche se i due sembrano essere molto innamorati. All'improvviso per Justine arriva una bellissima sorpresa: un anello di diamanti con la proposta di matrimonio. Matrimonio che non arriva, e Justine ritorna con il suo giovane ex fidanzato.

## Episodi
| Stagione         | Episodi | Prima TV Stati Uniti | Prima TV Italia |
| ---------------- | ------- | -------------------- | --------------- |
| Prima stagione   | 13      | 2013                 | 2015            |
| Seconda stagione | 12      | 2014                 | 2015            |
| Terza stagione   | 12      | 2015                 | 2016            |